# Числа и фигуры
Числа и фигуры (Опыты математического мышления) — классическая популярная книга по математике.
Написана Гансом Радемахером и Отто Теплицем.
Название книги скорее всего навеяно стихотворением «Когда б не числа и фигуры...» Новалиса.
Книга является возможно первой удачной попыткой объяснить широкому кругу читателей, в чём состоит математическое мышление.
Она была первой математической книгой у многих известных математиков, включая
Арнольда
и Громова.
Книга состоит из 27 этюдов, внешне не связанных между собой и относящихся к разным разделам математики.
Все главы весьма элементарны, но достаточно глубоки, содержательны по используемому аппарату и затрагиваемых в них задачам.

## Издания
Первое немецкое издание вышло в 1930 году, второе в 1933.
На русском:
- 1-е 1936 и 1938 издательство ОНТИ,
- 2-е издание 1962 года, издательство ФИЗМАТЛИТ, под редакцией Яглома, вышло в серии «Библиотека математического кружка».
- 3-е издание 1966 издательство Наука,
- 4-е издание, 2007 издательство ЛКИ.

На английском:
- «The Enjoyment of Math» с одной дополнительной главой был издан в 1957 издательством Принстонского университета и переиздавался несколько раз.

## Цитаты
Первая математическая книга была «Числа и фигуры» Радемахера и Теплица, в 12 лет. В день разбирал несколько страниц.— Интервью с В. И. Арнольдом

My  first  encounter  with  mathematics besides school was a book my mother bought me  called  Numbers  and  Figures by  Rademacher  and Toeplitz, which had a big influence on me. I could not understand most of what I was reading but  I  was  excited  all  the  same.— Interview with Mikhail Gromov by Martin Raussen and Christian Skau